# Monkonosaurus lawulacus
Il monkonosauro (Monkonosaurus lawulacus) è un dinosauro erbivoro appartenente agli stegosauri, o dinosauri a paistre. Visse nel Giurassico superiore (Kimmeridgiano, circa 155 milioni di anni fa) e i suoi resti fossili sono stati ritrovati in Tibet. È il primo dinosauro descritto in Tibet.

## Descrizione
Questo dinosauro è noto solo per pochi resti frammentari, comprendenti due vertebre, tre placche ossee forse provenienti dalla regione del bacino e un osso sacro. Dal raffronto dei pochi resti conservati con altri fossili di animali simili più noti (come Stegosaurus e Tuoijangosaurus) si suppone che Monkonosaurus fosse lungo circa 5 metri. Come tutti gli stegosauri, doveva avere un corpo pesante sorretto da arti robusti, e file di placche ossee che percorrevano la parte alta del dorso. Sembra che le placche di Monkonosaurus fossero piuttosto simili a quelle del ben noto Stegosaurus.

## Classificazione
Monkonosaurus (il cui nome deriva dalla regione di Monkon nel Tibet orientale) è stato il primo dinosauro descritto proveniente dal Tibet, nel 1983. Zhao descrisse brevemente i resti, insieme a quelli di altri dinosauri che per alcuni anni rimasero privi di descrizioni dettagliate. Solo nel 1990 Dong Zhiming provvide a descrivere formalmente gli esemplari. La scarsità dei resti, tuttavia, ha posto alcuni dubbi sulla validità del genere Monkonosaurus (Maidment e Guangbiao, 2006).